# Myles Jackson
Pour les articles homonymes, voir Jackson.
Myles W. Jackson (né à Paterson, New Jersey le 25 novembre 1964) est un historien des sciences américain, actuellement professeur d'histoire des sciences à l'Institute for Advanced Study de Princeton.

## Formation et carrière
Il a obtenu son doctorat en histoire et philosophie des sciences de l'Université de Cambridge en 1991. Avant de rejoindre la faculté de l'Université de New York, il a enseigné à Harvard, à l'Université de Pennsylvanie et à l'Université de Chicago. Il a été Senior Fellow de l'Institut Dibner pour l'histoire des sciences et de la technologie au MIT et du Max-Planck-Institute for the History of Science à Berlin, en Allemagne. Il a été le Albert Gallatin Research Excellence Professor of the History of Science à New York University-Gallatin, Professor of History of the Faculty of Arts and Science University of New York University, Professor of the Division of Medical Bioethics of NYU-Langone School of Medicine, Faculté affiliée du Centre Engelberg sur le droit et la politique de l'innovation, École de droit de NYU, et directeur des sciences et de la société du Collège des arts et des sciences à NYU. Il a également été le premier professeur Dibner d'histoire et de philosophie des sciences et de la technologie à l'Université polytechnique de New York de 2007 à 2012.
Il est actuellement professeur d'histoire des sciences à l'Institute for Advanced Study de Princeton, New Jersey et chargé de cours avec le rang de professeur d'histoire à l'Université de Princeton.

## Travaux
Il est l'auteur de nombreux articles sur l'histoire, la philosophie et la sociologie de la science et de la technologie, avec un accent particulier sur l'histoire culturelle de la physique allemande du XIXe siècle. Il est également l'auteur de deux livres : Harmonious Triads: Physicists, Musicians, and Instrument Makers in Nineteenth-Century Germany et Spectrum of Belief: Joseph von Fraunhofer and the Craft of Precision Optics, qui a remporté le prix Paul-Bunge de la Société allemande de chimie pour le meilleur travail sur l'histoire des instruments scientifiques en 2005 et le prix Hans-Sauer pour le meilleur travail sur l'histoire des inventeurs et des inventions en 2007. Spectrum of Belief a été traduit en allemand, Fraunhofers Spektren: Die Präzisionsoptik als Handwerkskunst. Il a co-édité un recueil d'essais intitulé Music, Sound, and the Laboratory, avec l'Université de Chicago Press, publié en 2013. Il est l'éditeur de Perspectives on Science: Gene Patenting (MIT Press, 2015). Et sa monographie, The Généalogie of a Gene: Patents, HIV / AIDS, and Race, a été publiée par MIT Press en 2015 (broché 2017).
Il a travaillé sur les questions de confidentialité génétique (en) et les effets du droit de la propriété intellectuelle et du brevetage des gènes humains sur la recherche en biologie moléculaire et a servi en tant qu'expert pour l'ACLU dans leur procès contre Myriad Genetics sur les brevets des gènes BRCA 1 et 2. Il travaille récemment sur un manuscrit explorant les interrelations entre la musique, les sciences naturelles et la technologie du XVIIIe siècle aux années 1960.

## Prix et distinctions
Il a été élu membre de l'Académie des sciences d'Erfurt en 2009, de l'Académie Léopoldine (Halle) en décembre 2011, et en tant que membre correspondant de l'Académie internationale d'histoire des sciences en 2012. 
Il a été récipiendaire d'une bourse Alexander-von-Humboldt en 1999-2000, et en 2010, il a reçu le Prix Francis-Bacon en histoire de la science et de la technologie de Caltech, où il était professeur invité Francis Bacon d'histoire des sciences et technologie en 2012. En 2014, il a reçu le prix Reimar Lüst / Humboldt de la Fondation Alexander von Humboldt et a été nommé Bosch Public Policy Fellow de l'American Academy de Berlin. Il a été membre du Wissenschaftskolleg (Institute for Advanced Study) de Berlin pour l'année universitaire 2016-17. Il est membre du conseil d'administration de la American Friends of the Alexander von Humboldt Foundation.

## Publications
- Harmonious Triads: Physicists, Musicians, and Instrument Makers in Nineteenth-Century Germany (MIT Press, 2006).
- Spectrum of Belief: Joseph von Fraunhofer and the Craft of Precision Optics (MIT Press, 2000).
- (en) The genealogy of a gene : patents, HIV-AIDS, and race, Cambridge (MA), MIT Press, 2015  (ISBN 978-0-262-02866-0).